# Csacserszk
Csacserszk (Чачэрск, oroszul Чечерск) város Fehéroroszország Homeli területének északkeleti részén, a Csacserszki járás székhelye. A Szozs-folyó jobb partján, a Csecsera torkolatánál fekszik, Homeltől 74 km-re északra. 2006-ban becsült népessége 8,6 ezer fő .

## Történelem
Első írásos említése 1159-ből származik (a radimics törzs települése volt), nevét a Csecsera folyóról kapta. A középkori település maradványait a Zamkovaja Gora dombon tárták fel. A 14. század közepéig a Csernyigovi fejedelemség része volt, majd a Litván Nagyfejedelemséghez került. 1773-ban került Oroszországhoz és a következő évben Nagy Katalin Csernisev főkormányzónak adományozta, aki újjáépítette a települést. Ekkoriban épültek a város ma is álló műemlék épületei. 1903-1907 között az OSzDMP szervezete működött itt. 1926-ban járási székhely lett, 1941. augusztus 4. – 1943. november 27. között német megszállás alatt volt. 1971-ben kapta meg a városi címet. 1989-ben 9,8 ezer lakosa volt. 

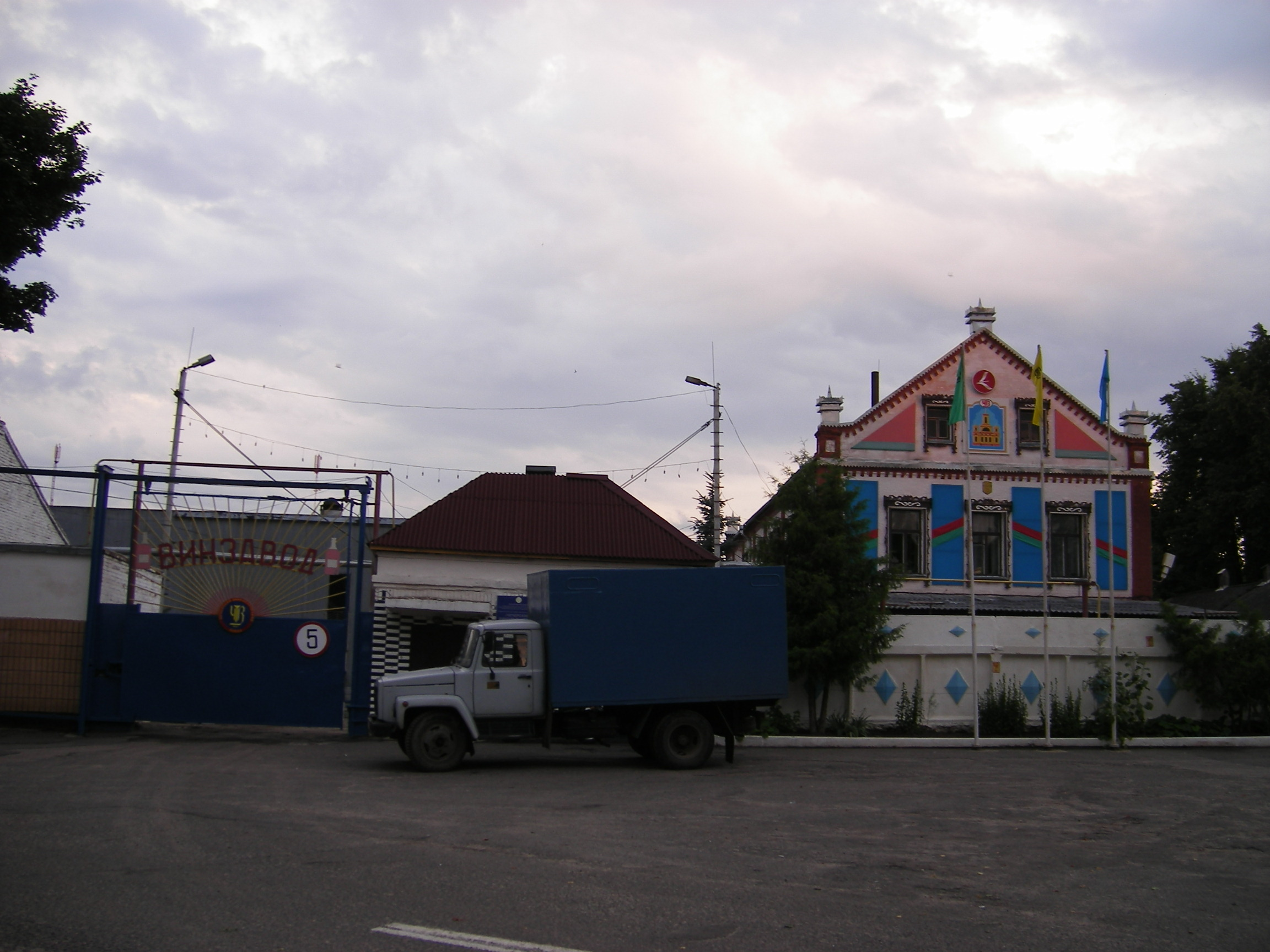
A csacserszki borüzem

## Gazdaság
Régi borüzeme a 19. század végén épült, napjainkban főként erdei terményeket feldolgozásával foglalkozik. Az erdőgazdálkodás jelentőségét a csernobili atomkatasztrófa csökkentette (a lezárt zóna tőle keletre 40 km-re, délre kb. 20 km-re kezdődik). A várost a P38-as út köti össze a Homel-Mahiljov között haladó M8-as főúttal (22 km). A P30-as út Vetka (70 km) és Karma (29 km) felé teremt összeköttetést.

## Nevezetességek
A főtéren, a járási hivatal épülete mellett áll a 18. század végi klasszicista stílusú városháza (ratusa). Az 1779-1783 között épült Szpaszo-Preobrazsenszkaja-templom 15 m átmérőjű kupolájával hívja fel magára a figyelmet. Egy kis fatemplom, 19. századi kastély, valamint egy régi zsidó temető is található Csacserszkben.